# دهستان علی‌آباد (قائم‌شهر)
علی‌آباد، دهستانی از توابع بخش مرکزی شهرستان قائم‌شهر در استان مازندران ایران است.

## جمعیت
براساس سرشماری سال ۱۳۸۵ جمعیت آن ۲۴۱۴۸ نفر (۶۴۵۵ خانوار) بوده‌است.